# Trachymantis
Trachymantis es un género de insectos mantodeos perteneciente a la familia Mantidae. Es originario de Australia.

## Especies
Comprende las siguientes especies:
- Trachymantis dentifrons
- Trachymantis obesa